# Cultura Mosquito
La Cultura Mosquito o del Bajo Magdalena es la denominación que reciben una serie de tribus indígenas de la región del Bajo Magdalena, en la actual Colombia. Este término paraguas se acuñó en 1938 durante la Exposición del Centenario de Bogotá, donde se expusieron por primera vez las urnas funerarias encontradas en la Hacienda Mosquito. Los vestigios arqueológicos entre Honda y Tamalameque comparten similitudes estéticas que permiten establecer que se trata de un mismo grupo cultural o bien, grupos emparentados.

## Cultura y restos arqueológicos
De acuerdo a un informe presentado por el Cabildo de Ocaña en 1578, se hace mención a una supuesta falta de jefatura, pues se decía que "no han tenido ni tienen señor a quien hayan obedecido", como también el carácter pacífico de los mismos. Informe que verifica los análisis realizados por Hermes Tovar Pinzón sobre la ausencias de grandes sistemas jerárquicos en muchos de los pueblos indígenas del territorio de actual Colombia.
El panorama arqueológico de la cuenca del río Magdalena llama la atención de los arqueólogos por sus características únicas. A nivel macro, algunos arqueólogos establecenrelaciones geográficas, así como vínculos culturales con otros grandes ríos de Suramérica y Centroamérica, destacando sus similitudes en los  periodos precerámicos y cerámicos.
Los contenidos de algunas urnas indican la enterramientos secundarios, es decir, que se utilizaban para almacenar restos óseos calcinados. A diferencia de los entierros primarios, donde se introducían cadáveres completos en las urnas, como se evidencia en las momias de algunas culturas andinas. Estos ritos funerarios de apariencia simple no implican menor desarrollo material, sino distintos ritos en torno a la muerte.

## Confusiones
Dado que algunos de los restos arqueológicos fueron encontrados en el Sur del Cesar, región que durante el periodo colonial estuvo bajo la jurisdicción del Cabildo de Ocaña, algunos autores los han confundido con los indígenas que habitaban el territorio actual de dicho municipio, los carates, mal llamados hacaritamas. Así mismo, se ha extendido la idea de que los grupos andinos de Ocaña son de lengua caribe, error que también se atribuyé a los barí, ambos de lengua chibcha. 

## Galería de imágenes
|                               |
| Ídolos de la Cultura Mosquito |

|                      |
| Cráneo en una vasija |

|                  |
| Vasija funeraria |